# Venserpolder (Amsterdam)
De Venserpolder is een voormalige polder en woonwijk in het Amsterdamse stadsdeel Amsterdam-Zuidoost (in de Nederlandse provincie Noord-Holland) gelegen in de driehoek tussen station Duivendrecht en de metrostations Strandvliet en Venserpolder ten noordwesten van de Bijlmermeer.

## Polder

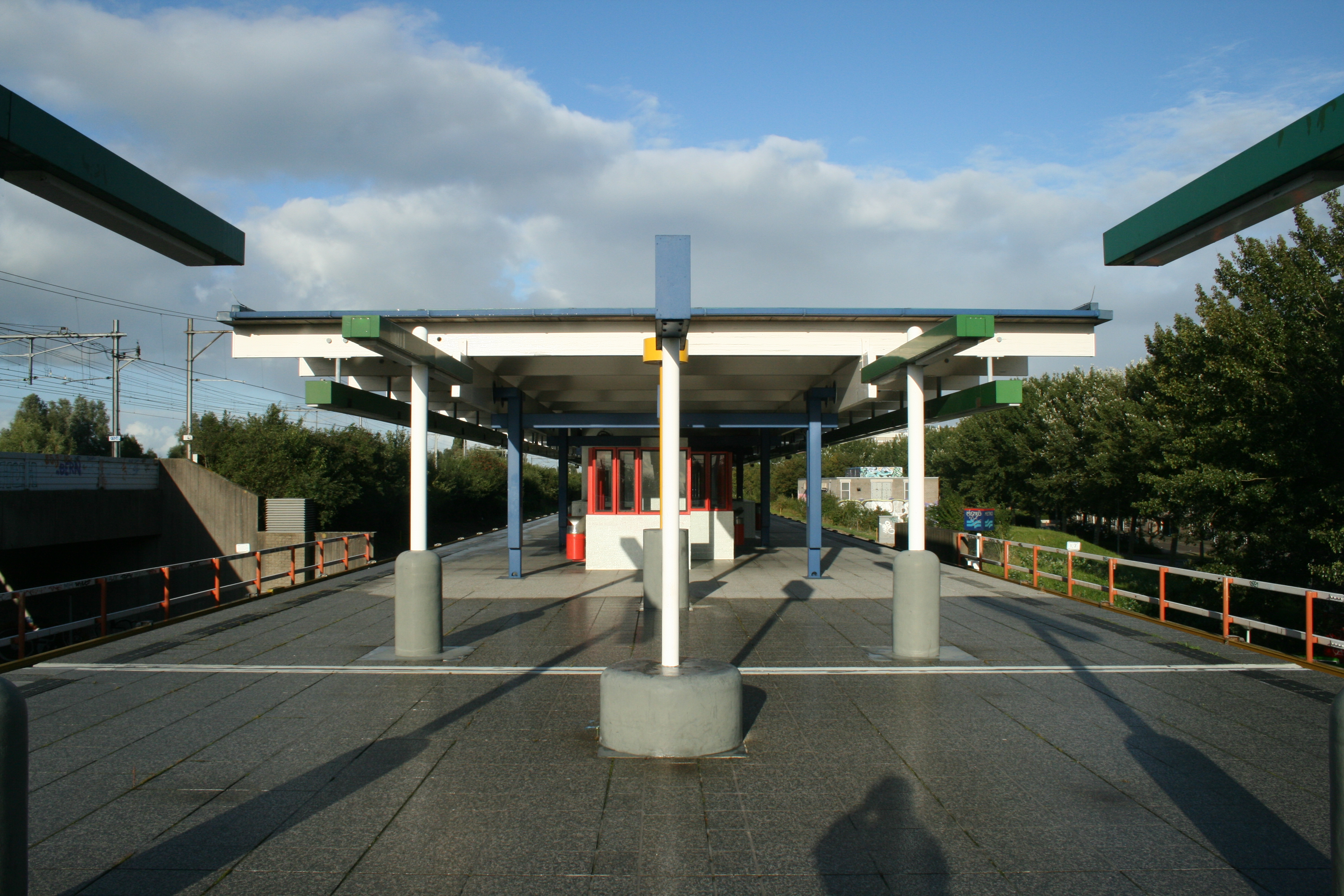
Het perron van metrostation Venserpolder

De naam Venserpolder is van oudsher de naam van het gebied waarin de woonwijk is gebouwd. Het gebied was veel groter dan de huidige wijk. Ook Duivendrecht-Oost en Diemen-Zuid hoorden tot de polder. De polder werd omsloten door de Rijksstraatweg van Duivendrecht naar Abcoude, de Weespertrekvaart en de ringsloot om de Bijlmermeer. De Venser was een vrij brede sloot die langs het vrachtspoor liep dat de Rijksstraatweg kruiste.
In de 17de eeuw werd de Venserpolder aangelegd als drooglegging van een drassig gebied zodat het bewoond kon worden en er veeteelt plaats kon vinden. Deze veeteelt diende de voedselvoorziening van de stad Amsterdam. Ten noorden van de polder lag de Diemermeerpolder en ten zuiden de Bijlmermeerpolder. In de jaren 1970 werd begonnen met het ophogen van de terreinen in de Venserpolder. In de jaren 1980 werd de huidige woonwijk Venserpolder aangelegd.

## Woonwijk
De buurt Venserpolder grenst aan de wijk Bijlmermeer en aan het dorp Duivendrecht, behorend tot de gemeente Ouder-Amstel. De straat- en brugnamen zijn afgeleid van schrijversnamen zoals Havank, Bertolt Brecht, Boenin, Barbusse, Dickens, Andersen, Bernard Shaw, Dostojevski en Charlotte Brontë.
Venserpolder was begin jaren 1980 de eerste Amsterdamse nieuwbouwwijk waar het uitgangspunt van "compacte stad" in praktijk werd gebracht. Architect Carel Weeber bouwde er klassieke etagewoningen in een voor die tijd hoge dichtheid. De wijk bestaat uit ongeveer 5000 portiekwoningen in middelhoge gesloten bouwblokken van maximaal vier of vijf woonlagen, gelegen rondom binnentuinen aan boomrijke straten. Venserpolder was de laatste woonwijk die in Amsterdam Zuidoost werd gebouwd. Drie gedeelten van de wijk worden door kanaalvormige waterpartijen van elkaar gescheiden en door voetgangers en fietsersbruggen met elkaar verbonden. De binnentuinen zijn toegankelijk via ruime onderdoorgangen, ze zijn meestal lommerrijk en ingericht als speelveldjes, nutstuinen of siertuinen. De woningen op de begane grond hebben vaak privé-achtertuintjes. In 2005 werden aan de Anna Blamansingel vijf appartementencomplexen van acht woonlagen opgeleverd. In de wijk bevindt zich ook een locatie voor enkele woonwagens.

## Voorzieningen
Openbare voorzieningen in de buurt bestaan uit
- Buurthuis "het Spinnewiel" aan de Dickenslaan 173, met onder andere spreekuur met de 'buurtregisseur'.
- Gezondheidscentum Venserpolder / Apotheek De Vliet
- School voor buitengewoon onderwijs: Mytyl Tyltyl School
- Voorschool A la Pikin en basisschool de Schakel
- Winkelcentrum Venserpolder
- Wooncentrum De Venser / stembureau
- Aangrenzend liggen enkele onderwijsvoorzieningen van de Hogeschool van Amsterdam en het ROC van Amsterdam.

## Verkeer en vervoer
Rondom de Venserpolder liggen de Agatha Christiesingel, de Dalsteindreef, de Dubbelinkdreef, de Daalwijkdreef, de Dolingadreef, de Burgemeester Stramanweg en de Boris Pasternakstraat.
Openbaar vervoer
De wijk is vanuit alle richtingen per spoor en per metro goed bereikbaar door de nabijheid van de stations
- Station Duivendrecht en station Amsterdam Bijlmer ArenA
- Metrostation Strandvliet en metrostation Venserpolder

Busverbindingen met diverse buslijnen, waaronder nachtbussen.
- Haltes bevinden zich op Station Duivendrecht, aan de Dalsteindreef, aan de Dolingadreef en aan de Daalwijkdreef.

## Afbeeldingen

Venserpolder
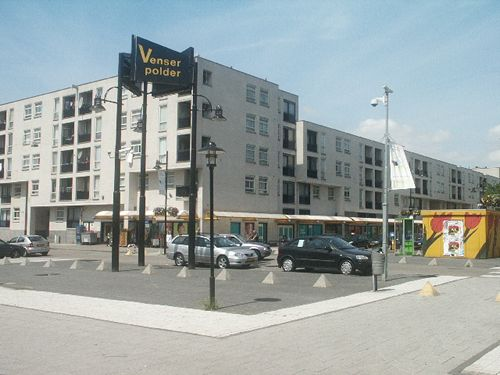
Winkelcentrum Venserpolder
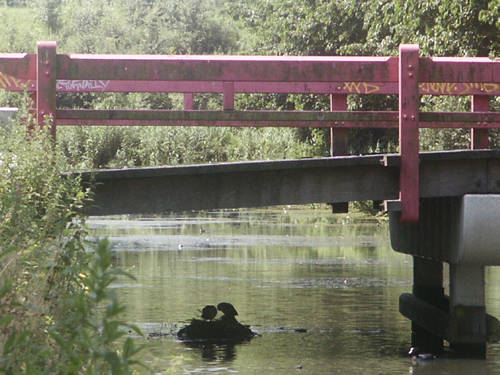
Voetgangersbrug
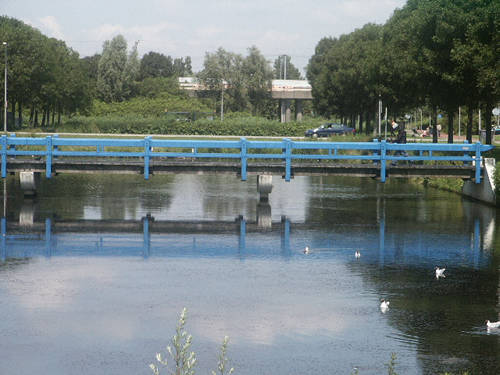
Voetgangersbrug
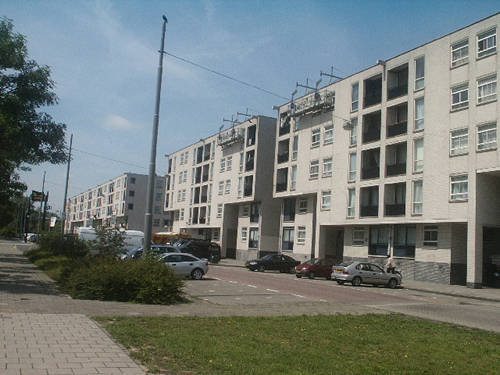
Nabij het winkelcentrum
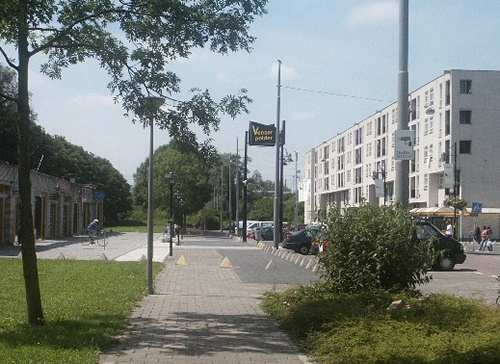
Nabij het winkelcentrum
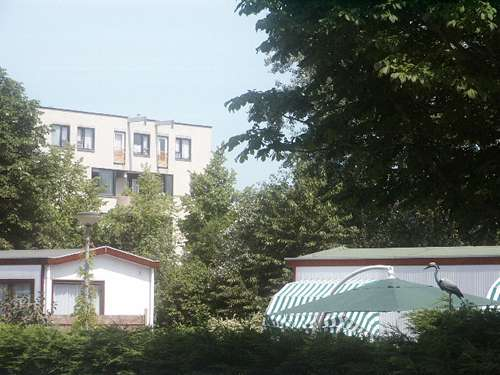
Woonwagens
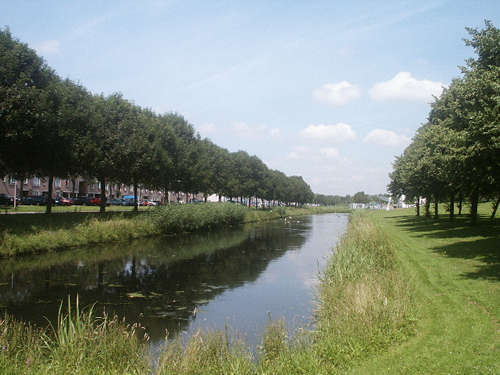
Waterpartij
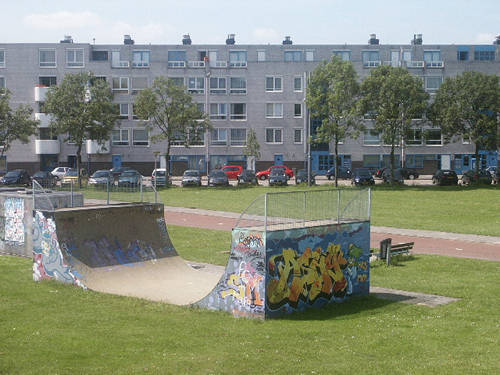
Half-pipe
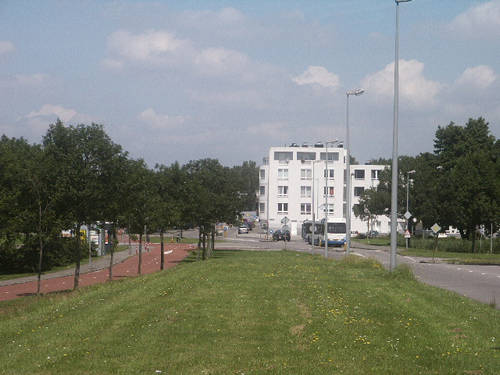
Andersonsingel
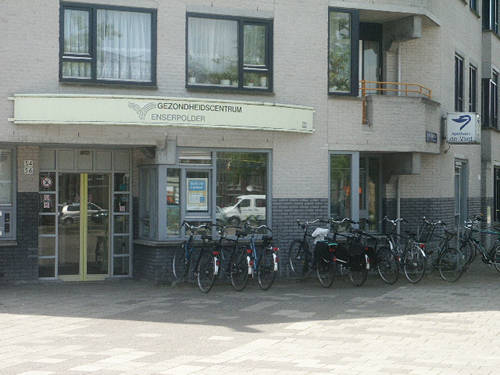
Gezondheidscentrum
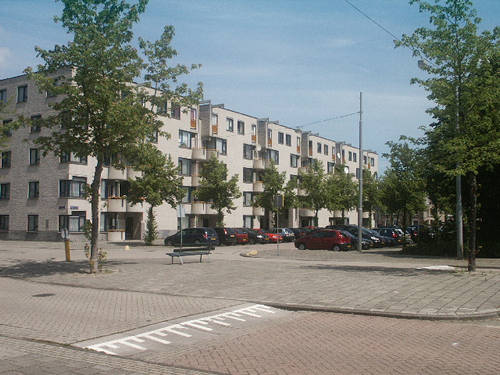
Berthold Brechtstraat
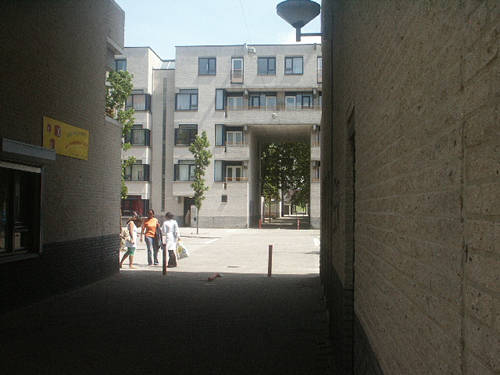
Doorkijkje

 Abberdaan · Admiralenbuurt · Amstel III · Amsteldorp · Amstelkwartier · Andreas Ensemble · Apollobuurt · ArenAPoort · Bajeskwartier · Banne Buiksloot · Bedrijventerrein Sloterdijk · Bellamybuurt · Betondorp · Bijlmer · Binnenstad · Bloemenbuurt · Borgerbuurt · Borneo · Bos en Lommer · Buiksloot · Buiksloterham · Buikslotermeer · Buiteneiland · Buitenveldert · Bullewijk · Burgwallen Oude Zijde · Burgwallen Nieuwe Zijde · Centrum Amsterdam Noord · Centrumeiland · Chassébuurt · Chinatown · Cremerbuurt (Amsterdam) · Cruquius · Czaar Peterbuurt · Da Costabuurt · Dapperbuurt · De Aker · De Baarsjes · De Bongerd · De Eendracht · De Heining · De Krommert · De 9 Straatjes · De Omval · De Pijp · Diamantbuurt · Driemond · Disteldorp · Dubbele Buurt · Duivelseiland · Duvelshoek · Elzenhagen · Erasmusparkbuurt · Floradorp · Frederik Hendrikbuurt · Funenpark · Gaasperdam · Gein · Geuzenveld · Gibraltarbuurt · Gouden Reael · Gulden Winckelbuurt · Grachtengordel · Haarlemmerbuurt · Hallenkwartier · Haven-Stad · Haveneiland · Havenstraatterrein · Helmersbuurt · Het Funen · Holendrecht · Hoofddorppleinbuurt · Houthaven · IJ-oevers · IJburg · IJdock · IJplein · Indische Buurt · Jan Maijenbuurt · Java-eiland · Jeruzalem · Jeugdland ·Jodenbuurt · Jordaan · Julianapark · Kadijken · Kadoelen · Kattenburg · Kinkerbuurt · KNSM-eiland · Kolenkitbuurt · Kop van Jut · Van der Kunbuurt · Laan van Spartaan · Landlust · Landstrekenbuurt · Lastage · Leidsebuurt · Lutkemeer · Marathonbuurt · Marineterrein · Marken · Marktkwartier · Medisch Centrum Slotervaart · Mercatorbuurt · Middelveldsche Akerpolder · Molenwijk · Museumkwartier · Nellestein · Nieuw Sloten · Amsterdam Nieuw-West · Nieuwe Pijp · Nieuwendam · Nieuwendammerdijk en Buiksloterdijk · Nieuwendammerham · Nieuwezijde · Nieuwmarkt · Noorderhof · Noordoever Sloterplas · Noordse Bos · Olympisch Kwartier · Omval · Ookmeer · Oostelijk Havengebied · Oostelijke Eilanden · Oostelijke Handelskade · Oostenburg · Oosterdokseiland · Oosterparkbuurt · Oostoever Sloterplas · Oostpoort · Oostzanerwerf · Osdorp · Oud Osdorp · Oud-Oost · Oud-West · Oud-Zuid · Oude Pijp · Oudezijde · Overamstel · Overhoeks · Overtoombuurt · Overtoomse Buurt · Overtoomse Veld · Park Haagseweg · Park de Meer · Plan van Gool · Plan West · Plan Zuid · Planciusbuurt · Plantagebuurt · Postjesbuurt · Prinses Irenebuurt · Rapenburg · Reigersbos · Riekerpolder · Rieteilanden · Rietlanden · Rivierenbuurt · Robert Scottbuurt · Roeterseiland · Ruigoord · Schinkel (bedrijventerrein) · Schinkelbuurt · Science Park · Sloten · Sloterdijk · Sloterdijk-Centrum · Slotermeer · Slotervaart · Sluisbuurt · Spaarndammerbuurt · Spieringhorn · Sporenburg · Sportheldenbuurt · Staatsliedenbuurt · Stadionbuurt · Steigereiland · Strandeiland · Teleport · Transvaalbuurt · Trompbuurt · Tuindorp Buiksloot · Tuindorp Buiksloterham · Tuindorp Nieuwendam · Tuindorp Oostzaan · Tuttifruttidorp · Van Tijenbuurt · Uilenburg · Universiteitskwartier · Valkenburg · Van der Kunbuurt · Van der Pekbuurt · Van Lennepbuurt · Venserpolder · Vlooienburg · Vogelbuurt · Vogeldorp · Vogeltjeswei · Volewijck · Vondelparkbuurt · Vrije Geer · Waalseiland · Watergraafsmeer · Waterlandpleinbuurt · Waterwijk · Weesp · Weesperbuurt · Weespertrekvaartbuurt · Weesperzijde · Westelijke Eilanden · Westelijke Tuinsteden · Westerdokseiland · Westerpark · Westpoort · Willemspark · Wittenburg · Zeeburg · Zeeburgereiland · Zeeheldenbuurt · Zuidas · Zuideramstel